# L'Œil du Golem
L'Œil du Golem (titre original : The Golem's Eye) est un roman de fantasy écrit par Jonathan Stroud et publié en 2004. C'est le deuxième volet de la Trilogie de Bartiméus.

## Résumé
Plusieurs années se sont écoulées depuis que le jeune Nathaniel et son démon invoqué Bartiméus ont mis fin aux agissements maléfiques de Simon Lovelace. En récompense, Nathaniel se voit offrir l'un des postes les plus haut placés de tout le gouvernement magique de Londres. 
Ses premières responsabilités consistent à traquer et arrêter des résistants qui désorganisent la capitale au moyen d'attentats et de vols d'objets magiques. Très vite, la situation se complique et Nathaniel se voit forcé de faire à nouveau appel à Bartiméus pour l'épauler. L'heure est grave, car la ville est arpentée par une créature qui pille et ravage les domaines magiques et contre laquelle même les plus puissants sorciers et démons sont incompétents. 
À l'ombre de cette affaire se cache un être qui semble avoir un rapport avec tous ces événements et même avec ce qui se passa des années plutôt au manoir de Lovelace. Le passé ressurgit tandis que Nathaniel et Bartiméus sont confrontés aux plus sombres aspects de la magie...